# Prosopofrontina flava
Prosopofrontina flava är en tvåvingeart som först beskrevs av Charles Howard Curran 1927.  Prosopofrontina flava ingår i släktet Prosopofrontina och familjen parasitflugor. Inga underarter finns listade i Catalogue of Life.